# Aconitum jiulongense
Aconitum jiulongense är en ranunkelväxtart som beskrevs av Wen Tsai Wang. Aconitum jiulongense ingår i släktet stormhattar, och familjen ranunkelväxter. Inga underarter finns listade i Catalogue of Life.